# Ministerie van Maatschappelijk Werk
Het Ministerie van Maatschappelijk werk was een Nederlands ministerie dat van 1952 tot 1965 heeft bestaan.
Het ministerie werd in 1952 opgericht, onder andere in verband met de verdeling van de ministersposten over de coalitiepartijen. Het ministerie nam de afdeling Sociale Bijstand over van het ministerie van Sociale Zaken en Volksgezondheid en de afdelingen Maatschappelijke Zorg I en II van het Ministerie van Binnenlandse Zaken. Hierdoor werd het ministerie belast met de uitvoering van de Armenwet. 
De eerste minister van maatschappelijk werk (1952-1956) was Frans-Joseph van Thiel, de bekendste minister (1956-1963) was echter Marga Klompé, de eerste vrouwelijke minister in Nederland. Als de belangrijkste taak van haar ministerie zag zij de afschaffing van de Armenwet en de totstandkoming van de Algemene bijstandswet die in 1963 werd aangenomen. In 1965 werd de taak van het ministerie, met het aantreden van minister Maarten Vrolijk, overgenomen door het Ministerie van Cultuur, Recreatie en Maatschappelijk Werk